# Club Atletisme Gavà
El Club Atletisme Gavà (CAG) és un club d'atletisme de Gavà, fundat l'any 1986 per un grup d'atletes aficionats. Està afiliat a la RFEA, la Federació Catalana d'Atletisme, la Federació Catalana d'Esports per a Disminuïts Psíquics i la Federació Esportiva Catalana Paralítics Cerebrals.
Té una escola d'atletisme que cobreix totes les especialitats pròpies de l'atletisme en totes les categories, començant per l'escola fins a arribar als veterans.
Durant aquests anys s'ha anat convertint en un referent d'aquest esport a nivell comarcal, català i espanyol; organitzant o col·laborant en l'organització d'alguns dels esdeveniments atlètics més importants de Catalunya.
Algunes de les competicions que l'han ajudat a créixer com a entitat i a ser reconeguts arreu són: la Mitja Marató Gavà-Castelldefels-Gavà, el Míting Internacional d'Atletisme, el Trofeu Fira dels Espàrrecs i el Cros Ciutat de Gavà.